# 木更津市役所
木更津市役所（きさらづしやくしょ）は、日本の地方公共団体である木更津市の組織が入る施設（役所）である。

## 概要

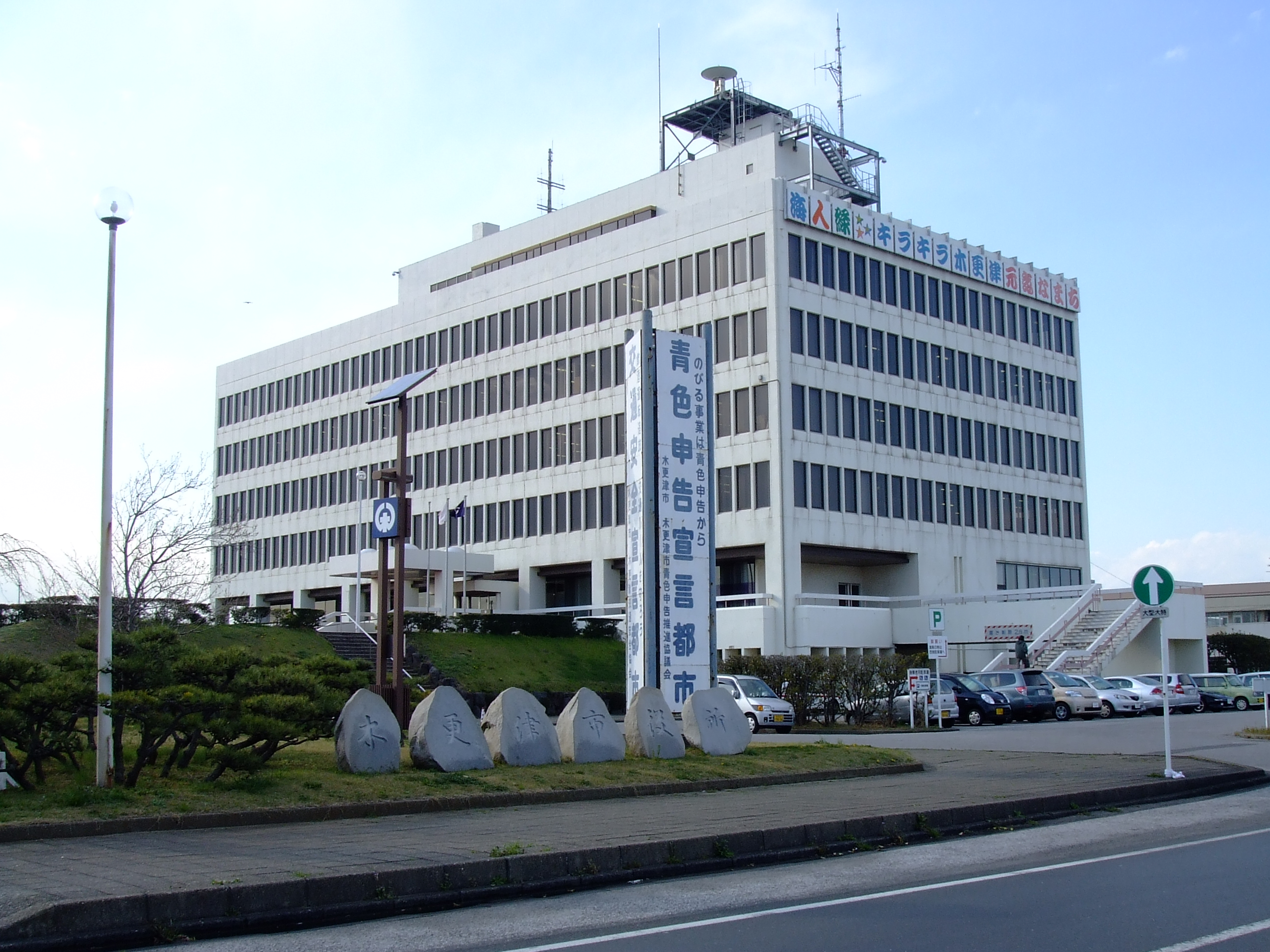
木更津市役所（旧潮見庁舎）

1972年（昭和47年）、潮見一丁目に市庁舎が完成し40年近く使用されてきたが、後述の耐震強度の問題により解体され、2015年（平成27年）に駅前庁舎と朝日庁舎の仮庁舎に移転している。

## 新庁舎整備
2011年の東日本大震災発生に伴い市役所庁舎の耐震調査を実施した結果、震度6強で倒壊する恐れがあるという診断が出された。そのため、「現庁舎の改修」か「新庁舎の建設」の両面で検討した結果、「新庁舎建設」の方針が決定し、2016年秋開庁を目標に2014年4月に入札を実施したが、2020年に開催される東京オリンピック建設による建設費高騰などの影響により、入札業者が現れなかった。その際、プレハブ小屋を仮設庁舎とする報道がなされたが、実施されることはなく、「現行案」、「縮小案」、「先送り案」の3案を提示し、コストの面などから「先送り案」に決定した。
現庁舎は、耐震性に問題があり老朽化も進んでいるため使用することはできず、仮庁舎への移転が決定した。仮庁舎案としては現在地に軽量鉄骨を造る案と民間施設利用の2案が提案され、コストの面や移転の早さなどに鑑み、アクア木更津（現スパークルシティ木更津）およびイオンタウン木更津朝日の民間施設2施設を利用する方針に決定した。2015年9月24日以降、駅前庁舎（富士見一丁目、アクア木更津の7階と8階）と朝日庁舎（朝日三丁目、イオンタウン木更津朝日の2階）の2庁舎態勢となっている。
2016年12月から旧潮見庁舎と第二庁舎は解体工事が行われている。工期は2017年12月まで。その後新庁舎は2020年以降に建設される見込みである。

## 組織
- 市長
  - 副市長
    - 市長公室
      - 秘書課
      - 経営改革課
        - 経営改革係
        - 公共施設マネジメント係

      - シティプロモーション課

    - 総務部
      - 職員課
      - 総務課
        - 法規係
        - 総務係

      - 管財課
      - 危機管理課
      - 資産管理課
      - 災害復興支援課

    - 企画部
      - 企画課
      - 地域政策課
        - 地域政策係
        - 公共交通係

      - 地方創生推進課

    - 財政部
      - 財政課
      - 市民税課
      - 資産税課
      - 収税対策室

    - 市民部
      - 市民課
      - 保険年金課
      - 市民活動支援課

    - 健康こども部
      - 子育て支援課
      - こども保育課
      - 健康推進課
      - スポーツ振興課

    - 福祉部
      - 社会福祉課
      - 障がい福祉課
      - 高齢者福祉課
      - 介護保険課
      - 自立支援課

    - 環境部
      - 環境管理課
      - まち美化推進課
      - 火葬状建設準備室

    - 経済部
      - 農林水産課
      - 産業振興課
        - 商工労政係
        - 企業立地係
        - マリンプロジェクト推進係
        - 特別定額給付金本部

      - 観光振興課
      - 地方卸売市場

    - 都市整備部
      - 都市政策課
        - 都市政策係
        - 開発審査指導係
        - 景観推進係

      - 市街地整備課
      - 建築指導課
      - 住宅課
      - 下水道推進室
      - 管理用地課
      - 土木課

    - 会計室
      - 会計室

    - 消防本部・消防署・各分署・各出張所
      - 消防総務課
      - 警防課
      - 予防課
      - 消防署

    - 教育委員会・教育部
      - 教育総務課
      - 学校教育課
      - 学校給食課
      - 生涯学習課
      - 文化課
      - まなび支援センター
      - 学校給食センター
      - 図書館

    - 市議会事務局
      - 市議会事務局

    - 監査委員事務局
      - 監査委員事務局

    - 農業委員会事務局
      - 農業委員会事務局

    - 選挙管理委員会事務局
      - 選挙管理委員会事務局

## 市庁舎
| 階 | 駅前庁舎（スパークルシティ木更津）                                                                 |
| -- | -------------------------------------------------------------------------------------------------- |
| 8F | 市長室、総務部、企画部、経済部、監査委員事務局                                                     |
| 7F | 木更津市議会（議場・控室・議会事務局）                                                             |
|    | 朝日庁舎（イオンタウン木更津朝日）                                                                 |
| 2F | 市民部、福祉部、財務部、企画部、都市整備部、教育部、会計室、農業委員会事務局、選挙管理委員会事務局 |
| 1F | 守衛室                                                                                             |